# Antonio Giménez-Rico
Antonio Giménez-Rico, né le 20 novembre 1938 à Burgos et mort le 12 février 2021  à Madrid, est un réalisateur et scénariste espagnol.

## Filmographie partielle

### Réalisateur
- 1968 : El hueso (es) (+ scénariste)
- 1976 : Retrato de Familia (en) (+ scénariste)
- 1986 : El disputado voto del Sr. Cayo (en) (+ scénariste)
- 1988 : Jarrapellejos (+ scénariste)
- 1988 : Soldadito español (+ scénariste)
- 1993 : Tres palabras (es) (+ scénariste)
- 1997 : Las ratas (+ scénariste)
- 2003 : Hotel Danubio (es) (+ scénariste)